# Edwin Gorter
Edwin Gorter (L'Aia, 6 luglio 1963) è un ex calciatore olandese, di ruolo centrocampista. Anche il figlio Donny è un calciatore.

## Carriera
Gorter inizia la sua carriera nei dilettanti dell'R.V.C.. Successivamente gioca per FC Dordrecht, Roda JC, FC Lugano, Caen, KFC Lommel, FC Utrecht, Vitesse e NAC Breda. Nel finire della sua carriera va a giocare negli Stati Uniti in MLS con il New England Revolution e con il Miami Fusion.